# Listă de filme britanice din 2006
Aceasta este o listă de filme britanice din 2008:

## Lista
| 2006                            |                      |                                                            |                         | |  |
| The Abandoned                   | Nacho Cerdà          | Anastasia Hille, Karel Roden                               | Horror                  | Co-production with Spain                                                                                |  |
| Alien Autopsy                   | Jonny Campbell       | Ant & Dec, Jimmy Carr                                      | Comedy                  | |  |
| Amazing Grace                   | Michael Apted        | Ioan Gruffudd, Albert Finney                               | Biopic                  | |  |
| Antonio's Breakfast             | Daniel Mulloy        | George Irving                                              | Short                   | Academy Award Best Short                                                                                |  |
| As You Like It                  | Kenneth Branagh      | Romola Garai, Alfred Molina                                | Comedy                  | |  |
| Basic Instinct 2                | Michael Caton-Jones  | Sharon Stone, David Morrissey                              | Thriller                | |  |
| Breaking and Entering           | Anthony Minghella    | Jude Law, Juliette Binoche                                 | Romantic drama          | |  |
| Cashback                        | Sean Ellis           | Sean Biggerstaff, Emilia Fox                               | Drama                   | |  |
| Casino Royale                   | Martin Campbell      | Daniel Craig, Eva Green, Mads Mikkelsen                    | Spy/Action              | Reboot of the James Bond franchise.                                                                     |  |
| Children of Men                 | Alfonso Cuarón       | Julianne Moore, Clive Owen                                 | Sci-fi                  | |  |
| A Cock and Bull Story           | Michael Winterbottom | Steve Coogan, Rob Brydon, Keeley Hawes                     | Comedy                  | |  |
| Colour Me Kubrick               | Michael Fitzgerald   | John Malkovich, Richard E. Grant                           | Comedy                  | |  |
| Confetti                        | Debbie Isitt         | Martin Freeman, Jessica Stevenson                          | Mockumentary            | |  |
| Driving Lessons                 | Jeremy Brock         | Julie Walters, Rupert Grint, Laura Linney                  | Comedy/drama            | |  |
| The Flying Scotsman             | Douglas Mackinnon    | Jonny Lee Miller, Laura Fraser                             | Sports                  | |  |
| A Good Year                     | Ridley Scott         | Russell Crowe                                              | Romantic comedy         | based on A Good Year by Peter Mayle                                                                     |  |
| Half Light                      | Craig Rosenberg      | Demi Moore, Hans Matheson                                  | Thriller                | |  |
| The History Boys                | Nicholas Hytner      | Richard Griffiths, Domonic Cooper                          | Drama                   | |  |
| The Kovak Box                   | Daniel Monzón        | Timothy Hutton, Lucía Jiménez                              | Thriller                | Co-production with Spain                                                                                |  |
| The Last King of Scotland       | Kevin Macdonald      | Forest Whitaker, James McAvoy                              | drama                   | Won Academy Award for Best Actor                                                                        |  |
| London to Brighton              | Paul Andrew Williams | Lorraine Stanley, Georgia Groome                           | Crime/Drama             | |  |
| Love and Other Disasters        | Alek Keshishian      | Brittany Murphy, Matthew Rhys, Catherine Tate              | Comedy/Romance          | Co-production with France                                                                               |  |
| Notes on a Scandal              | Richard Eyre         | Judi Dench, Cate Blanchett                                 | Drama                   | |  |
| Peter and the Wolf              | Suzie Templeton      |                                                            | Animated Short          | Won Academy Award for Best Short Film (Animated)                                                        |  |
| Pierrepoint                     | Adrian Shergold      | Timothy Spall, Juliet Stevenson                            | Drama                   | |  |
| Played                          | Sean Stanek          | Val Kilmer, Mick Rossi                                     | Crime                   | |  |
| The Queen                       | Stephen Frears       | Helen Mirren, Michael Sheen                                | Drama                   | Winner of the Academy Award and Golden Globe for Best Actress and BAFTA for Best Film and Best Actress. |  |
| Red Road                        | Andrea Arnold        | Kate Dickie, Tony Curran, Martin Compston, Natalie Press   | Thriller                | Won the Jury Prize at the 2006 Cannes Film Festival                                                     |  |
| Scenes of a Sexual Nature       | Ed Blum              | Holly Aird, Eileen Atkins                                  | Comedy/Drama            | |  |
| Scoop                           | Woody Allen          | Woody Allen, Scarlett Johansson, Hugh Jackman, Ian McShane | Romantic Comedy/Mystery | |  |
| Stormbreaker                    | Geoffrey Sax         | Alex Pettyfer, Mickey Rourke                               | Adventure               | |  |
| Tirant lo Blanc                 | Vicente Aranda       | Victoria Abril, Leonor Watling, Jane Asher                 | Adventure               | Co-production with Italy and Spain                                                                      |  |
| The Thief Lord                  | Richard Claus        | Aaron Johnson, Jasper Harris                               | Adventure               | |  |
| Three                           | Stewart Raffill      | Billy Zane, Kelly Brook                                    | Drama                   | |  |
| United 93                       | Paul Greengrass      | J.J. Johnson, Gary Commock, Polly Adams                    | Drama                   | Winner of BAFTA for Best Director                                                                       |  |
| Venus                           | Roger Michell        | Peter O'Toole, Leslie Phillips                             | Drama                   | |  |
| Wild Country                    | Craig Strachan       | Martin Compston, Peter Capaldi, Samantha Shields           | Horror                  | |  |
| The Wind That Shakes the Barley | Ken Loach            | Cillian Murphy, Padraic Delaney                            | War                     | |  |
| A Woman in Winter               | Richard Jobson       | Jamie Sives, Julie Gayet                                   | Drama                   | |  |